# Замок Ґродзець
Замок Ґродзець (пол. Zamek Grodziec, нім. Gröditzburg) — пізньоготичний замок поблизу села Ґродзець в гміні Загродно Злоторийського повіту Нижньосілезького воєводства в Польщі. Замок розташований на однойменному пагорбі на висоті 389 метрів над рівнем моря.

## Історія

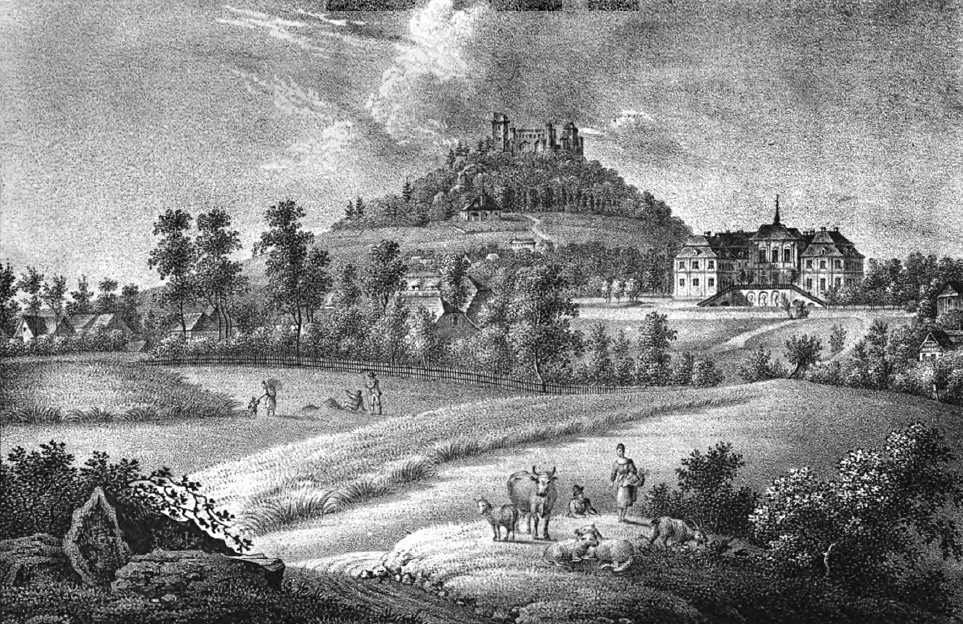
Замок орієнтовно у 1825 році

Перша згадка про середньовічний замок датується 1155 роком. У той час тут розміщувалося укріплення західнослов'янського племені бобрян. У 1175 році Ґродзець разом із замком був власністю князя Болеслава I Високого. Наступним власником замку став свидницько-яворський князь Болеслав І Опольський, який розбудовував замок у 1296—1301 роках. Після цього замок належав: князю Болеславу III Марнотратному, лицарю Будзивою з Недзьведзиць та Хойнува, легницьким князям Фридерику І та Фридерику II. У той період замок було вкотре розбудовано із використанням каменю в якості основного будівельного матеріалу. Тодішній замок було зведено у формі шестикутника з вежами по кутах та чотиригранним донжоном в центрі. На початку XVI століття на північно-західній стороні замку було споруджено новий будинок, так звані палати. З 1522 по 1524 роки відбулося ще одне розширення замку у ренесансному стилі, при цьому з північної та південної його сторін було зведено ще дві вежі. Роботами в той час керував Венделін Роскопф з Зґожельця. У другій половині XVI століття власником Ґродзця був Леонард фон Скопп, а опісля — Генрик XI Глогувський. 
Під час 30-літньої війни, у вересні 1633 року, значна частина замку була знищена пожежею, після цього замок дедалі більше занепадав. У 1633—1672 роках було здійснено спроби його часткового ремонту. У 1675 році замок став власністю імператора Леопольда I, який через п'ять років передав йому у розпорядження графу Вальтеру фон Галласу. Наступним власником замку в 1700 році став барон Ганс фон Франкенберг, а в 1749 році фельдмаршал граф Фрідріх Леопольд фон Гесслер. З 1800 року власником замку був граф Ганс Генріх VI фон Хохберг з Князя та Мерошова. За його часів у замку були проведені ремонтні роботи. Серед іншого було відновлено частину палат, деякі зали наповнено пам'ятками та відкрито для відвідування туристами. У той час замок був однією із перших в Європі пам’яток, спеціально пристосованих до туристичних цілей. У 1823 році замок опинився у власності Вільгельма Христіана Бенеке з Берліна. 
У 1899 році маєток придбав Віллібальд фон Дірксен. Після нобілітації на шляхтича, він вирішив відновити замок, у зв'язку з чим у 1906 році замовив дослідження та виконання проєкта у архітектора Бодо Ебхардта, який реалізовував його протягом наступних двох років. За підсумками досліджень було ухвалено рішення не здійснювати реконструкцію усієї будівлі. У вигляді постійної руїни було законсервовано донжон, південно-східні мури разом із сусідньою забудовою, а також залишки об'єктів, розташованих на нижньому замку. Перші консерваційні роботи було здійснено в палатах, зокрема покрито їх новим дахом. Хоча першочергово покрівля була двосхилою, Бодо Ебхардт вирішив відновити її у чотирисхилій формі. Цілком заново було також відбудовано замкові ворота та мури по периметру з галереями. 
Останній власник замку, Герберт фон Дірксен, був відомим нацистським політиком і довіреним соратником Гітлера, та часто бував у замку у 1939—1945 роках. У 1945 році в замку містилися експонати з вроцлавських музеїв та з Берлінської державної бібліотеки.  
У 1960-х роках XX століття, замок належав повітовому староству у Злоториї, а в у 1978 році став власністю гміни Злотория. У 2004—2005 роках замок став місцем зйомок шведських, французьких, бельгійських та російських фільмів.
Замок виступив у ролі храму Мелітеле у польському телесеріалі Відьмак 2002 року.

## Архітектура
В наш час комплекс складається з верхнього замку та передзамча розмірами 270х140 метрів. Забудова верхнього замку утворює шестикутник неправильної форми, домінуючими елементами якого є: головний палац (так звані палати), північна вежа і могутній донжон на південній стороні. Палати є однією з небагатьох збережених князівських резиденцій у Сілезії. Характерною для них є різна товщина стін: 5 метрів біля основи та 2 метри на першому поверсі. Донжон збудований у формі квадрата з основою 16 метрів, висотою понад 26 метрів та має шість рівнів. Друга, менша вежа, називається «Старою». Її увінчує чотрисхилий дах, під яким розташована оборонна галерея з прямокутним кренеляжом та отворами для стрільби. Сполучення між вежами і палатами відбувалося через дерев’яні тераси та галереї, побудовані на мурах. Захист посилюється за рахунок висунутих бастей та капонірів. На додачу до цього, безпеку замку забезпечує фланковане вежками передзамче. 
Головний замок складається з двох рівнів. На нижньому знаходиться резервуар з питною водою та підвали, в яких раніше була пивна зала, комора та їдальня для слуг. На партері колись були кімнати для гостей, але після реконструкції тут облаштовано корчму для мандрівників та кухню. На цьому рівні також є дві зали: 
- більша називається «Великою»,
- менша, з готичним каміном, прикрашена істотами схожими до левів.

Перший і другий поверхи виконували житлові функції, про що свідчать віконні отвори, раніше оздоблені вітражами. У північній частині другого поверху міститься каплиця, а поруч з нею — «Лицарська зала» (найбільш репрезентаційна зала у замку). З цієї зали готичні портали провадять до сусідніх кімнат. У них  раніше були кімнати княгині та її двору. Найвищий рівень палацу займає порожня оборонна галерея. 

## Фотогалерея

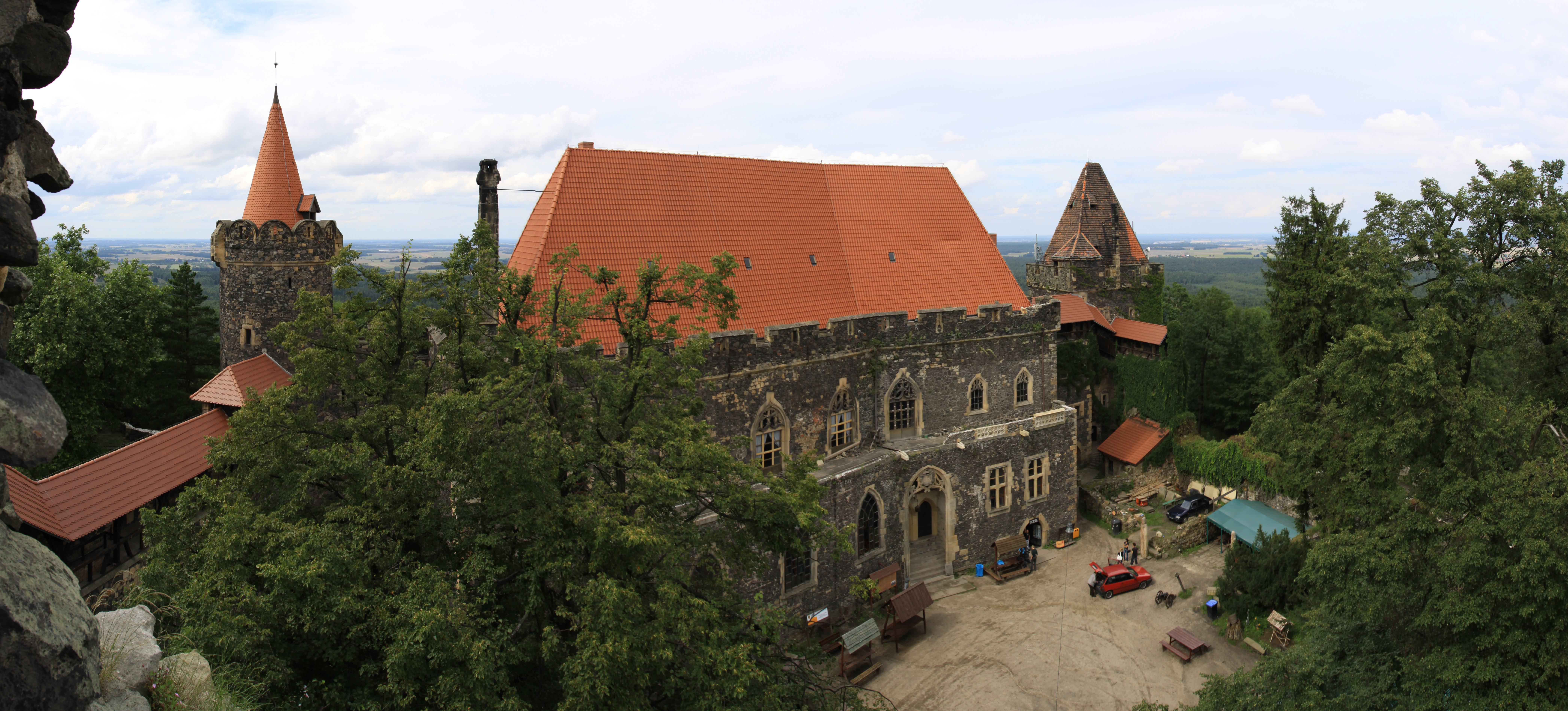
Замкові палати
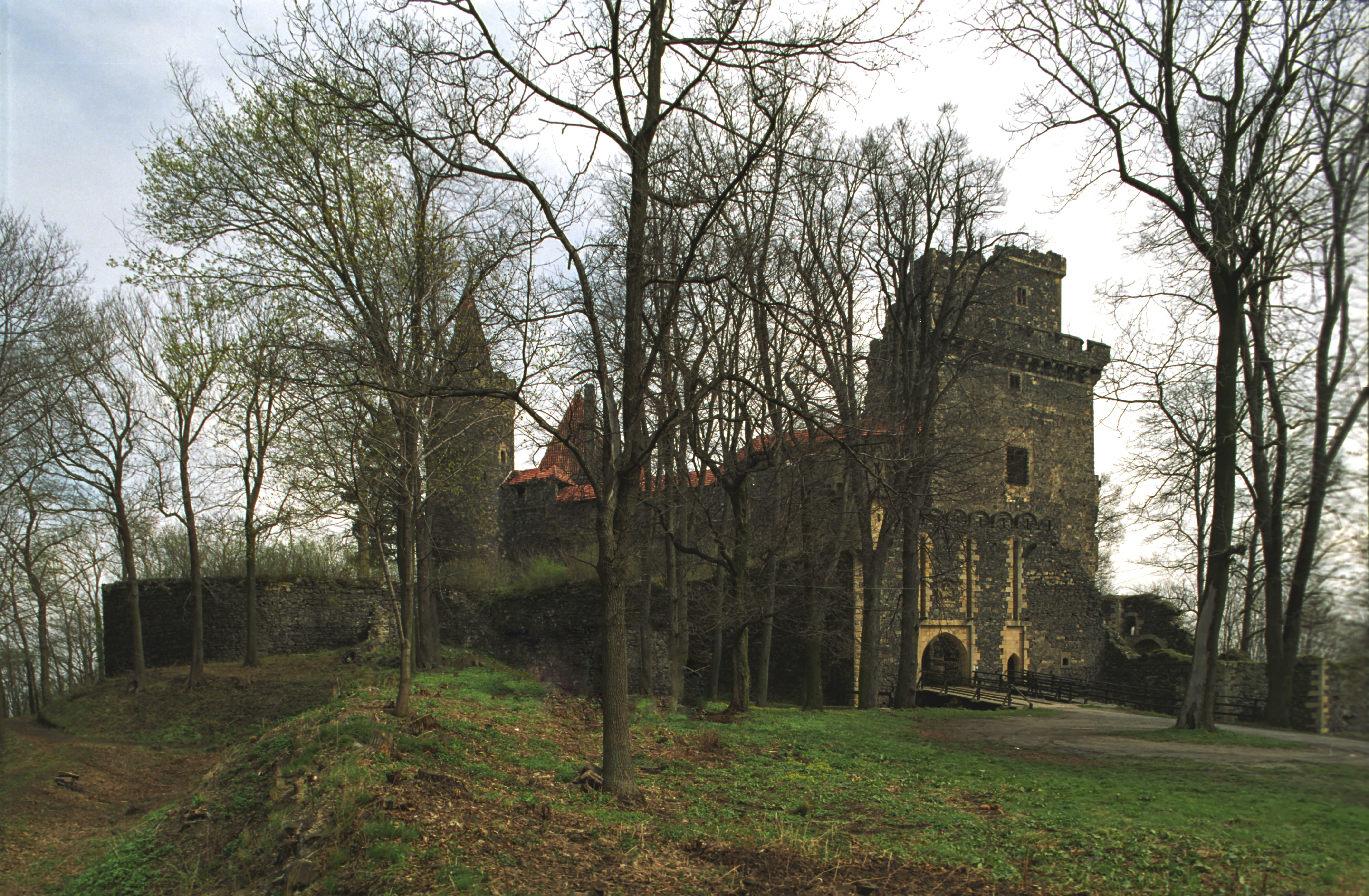
Вигляд замку
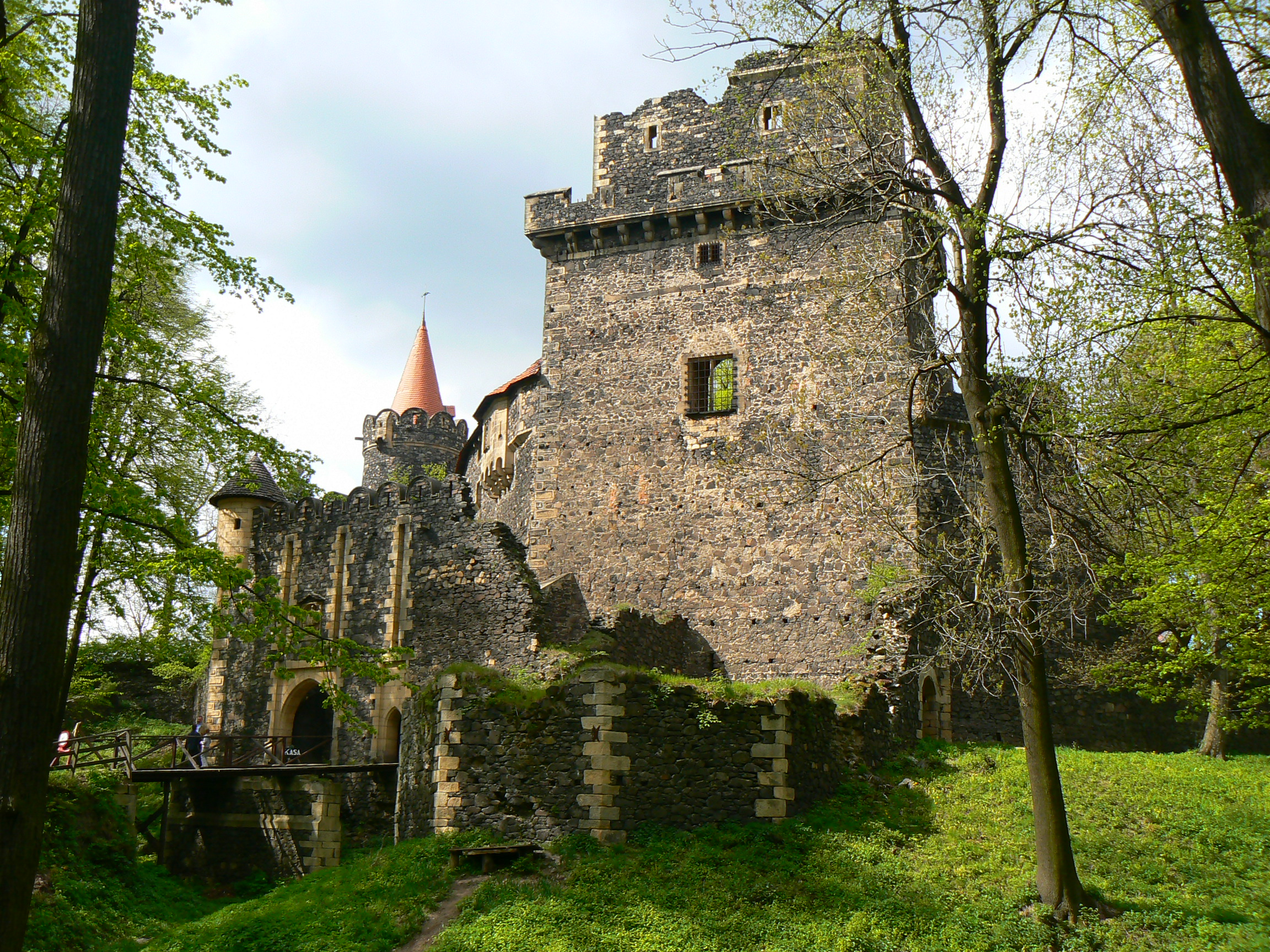
Панорама замку
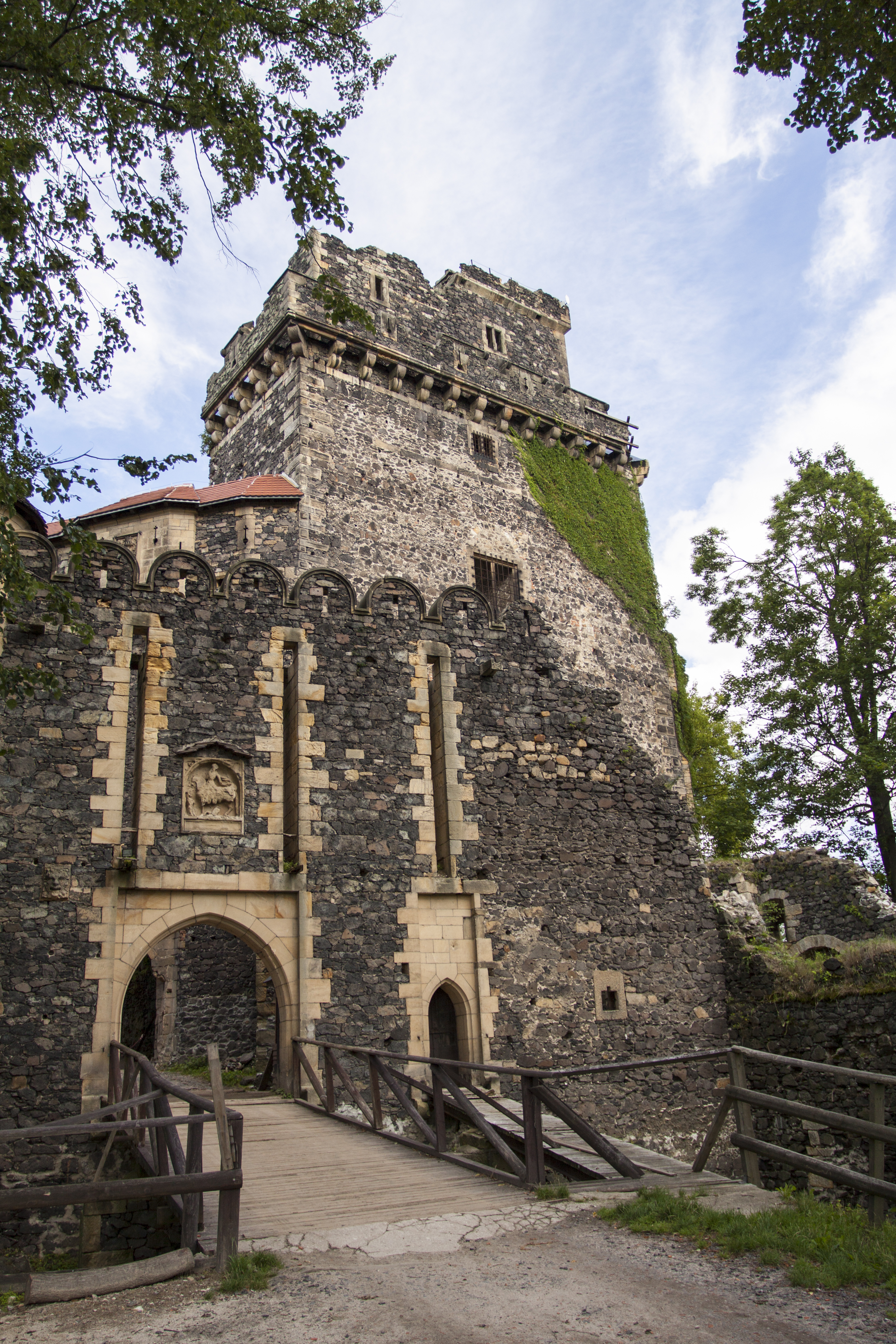
Замкова брама
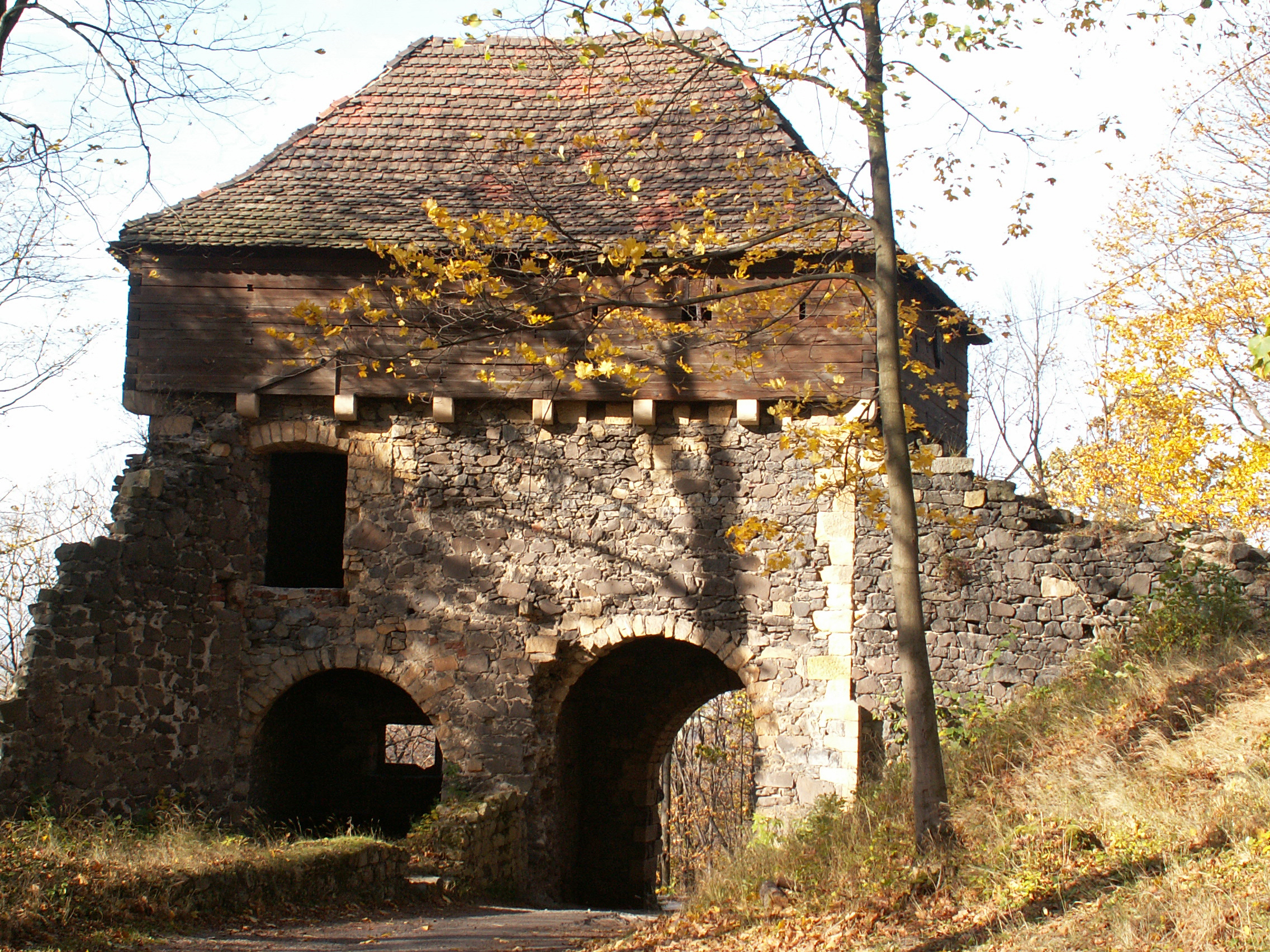
Перша брама
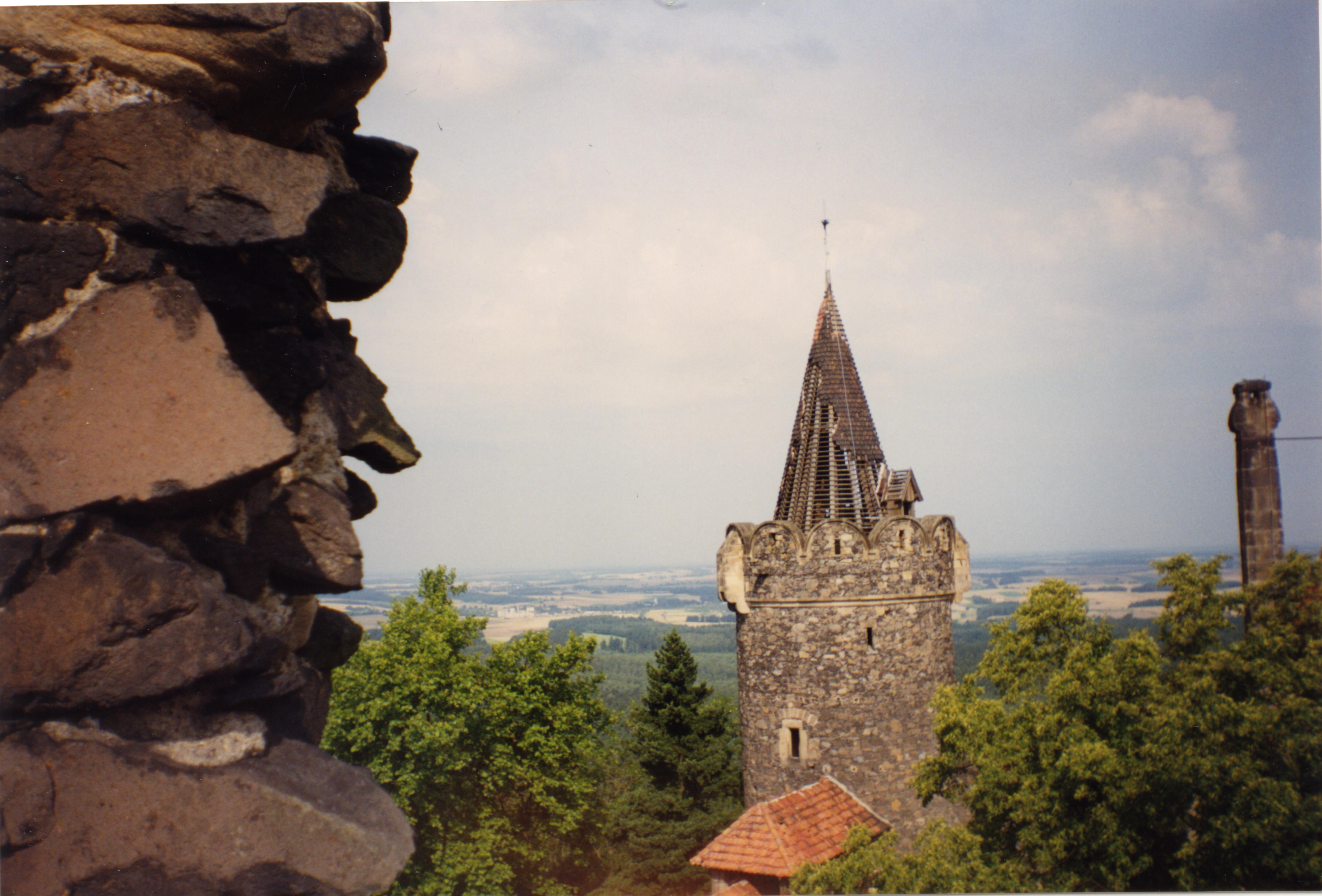
Вигляд з оглядової вежі
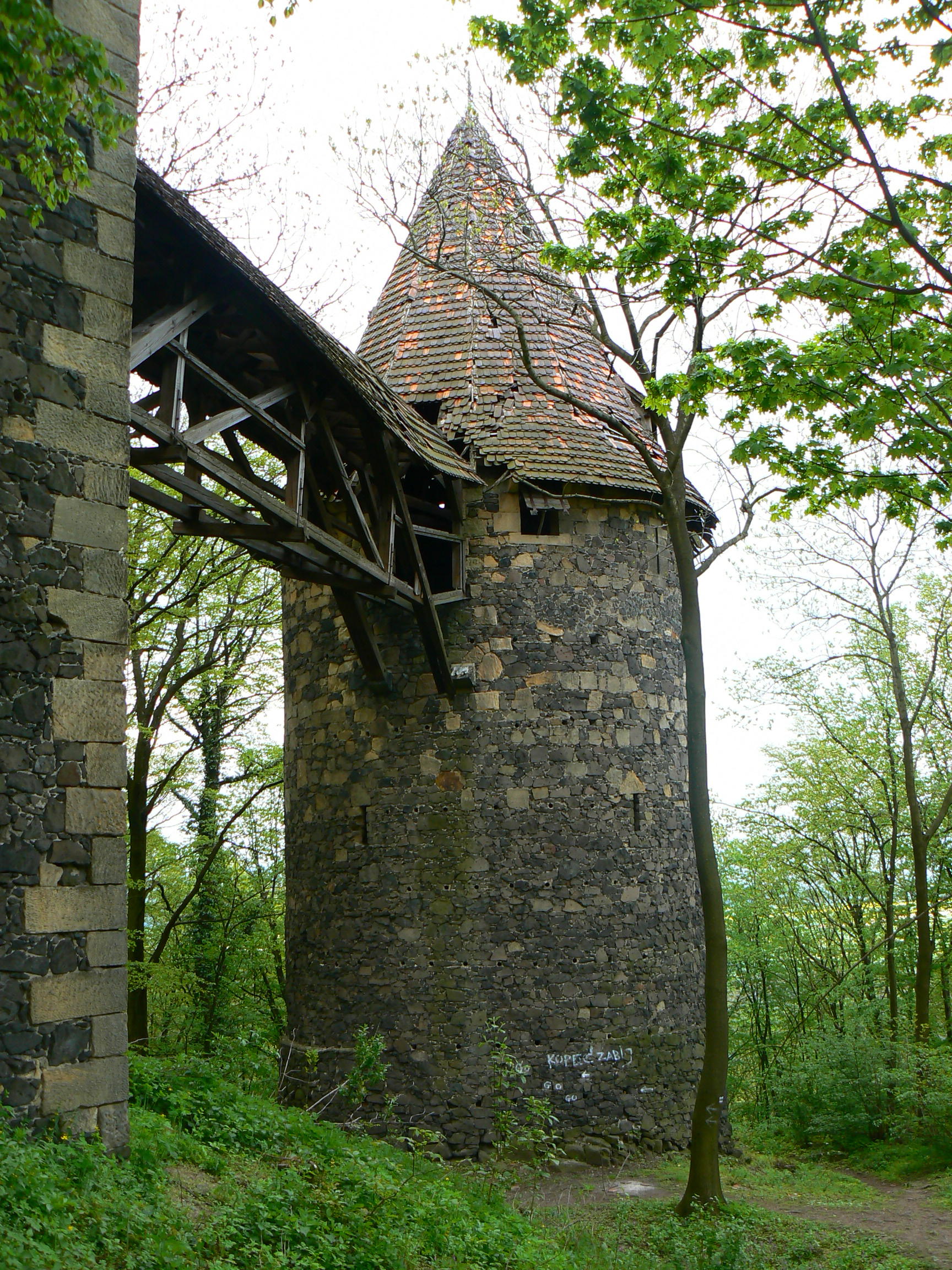
Вежа замку
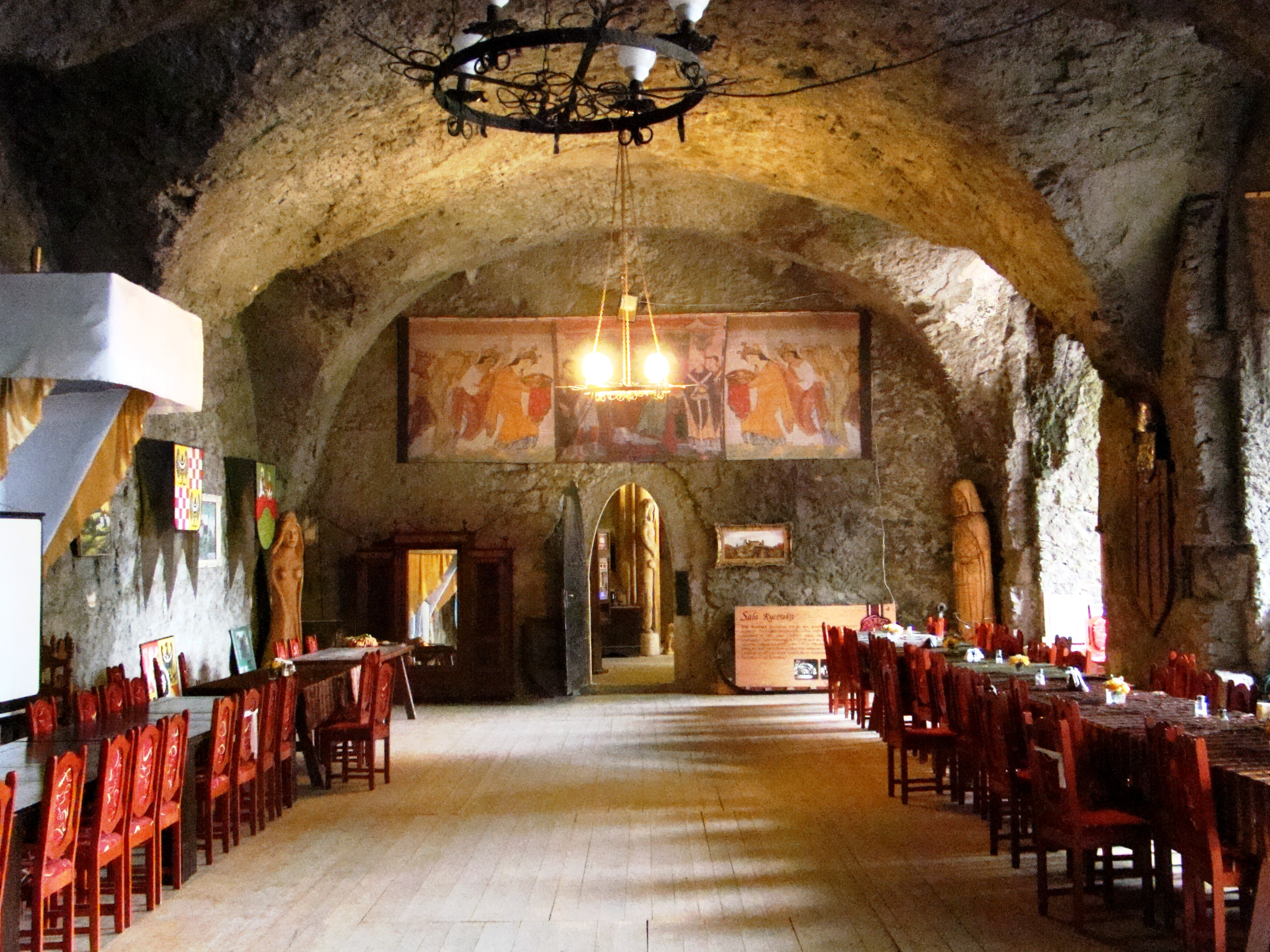
Зала замку